# Sankt Marienkirchen an der Polsenz
St. Marienkirchen an der Polsenz est une commune qui se trouve en  Haute-Autriche dans le quartier d’Inn.

## Démographie
Selon le recensement de 2002, le nombre d’habitants s’élève à 2315, dont 2200 personnes ont indiqué la commune de St. Marienkirchen/Polsenz comme résidence principale.

## Géographie

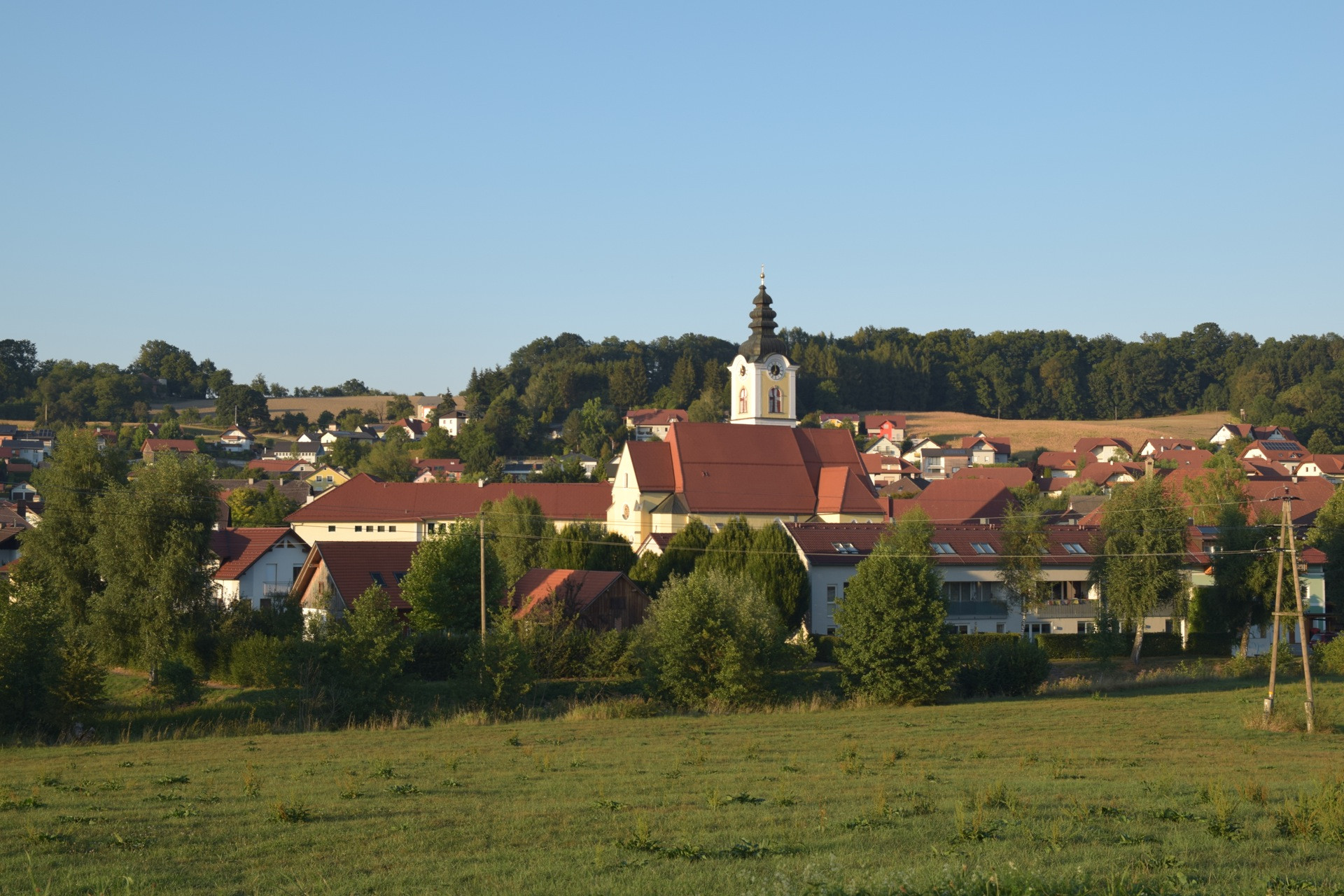
Sankt Marienkirchen an der Polsenz

La commune fait partie du district d'Eferding qui est composé de 12 communes : Alkoven, Aschach an der Donau, Eferding, Fraham, Haibach ob der Donau, Hartkirchen, Hinzenbach, Prambachkirchen,  Pupping, Scharten, St. Marienkirchen an der Polsenz et Stroheim. 
La commune est divisée en 19 bourgades: Doppl, Eben, Fürneredt, Furth, Holzwiesen, Karling, Kirchholz, Kleingerstdoppl, Lengau, Leopoldsberg, Obergrub, Pernau, Polsenz, St. Marienkirchen an der Polsenz, Sommersberg, Unterfreundorf, Untergrub, Valtau et Wieshof.
Altitude : 315m
Superficie municipale : 23,82 km²
Longitude : 13° 56’ 00’’ E
Latitude: 48° 16’ 00’’ N

## Blason et couleurs municipales
Blason municipal : Sur fond vert, on trouve une presse de fuseau en or. La vague en argent évoque le ruisseau qui traverse la commune, le Polsenz. 
Couleurs municipales : Vert-jaune-vert
L’attribution du blason ainsi que l’octroi des couleurs municipales, déterminés par le conseil municipal du 26 février 1981, ont été autorisés par le gouvernement du land le 15 juin 1981. La presse de fuseau sur le blason de St. Marienkirchen souligne l’importance de la production du cidre pour la région qui est privilégiée par un climat favorable à l’arboriculture. Grâce à la qualité excellente, le cidre de pommes et le poiré jouissent ces derniers temps d’une bonne réputation. Depuis plusieurs décennies, l’association d’arboriculture organise une dégustation de cidre chaque année après la messe du premier dimanche après Pâques.

## Culture
Pendant les années 1981/82 un musée du cidre a été créé dans un vieux grenier à foin. On peut y admirer toutes sortes de presses, dont la plupart datent du XVIIIe siècle. La pièce d’exposition la plus importante est sans aucun doute une barrique avec un volume de 3200 litres.

## Loisirs
Visitez le parc naturel « Obst-Hügel-Land » qui propose plusieurs sentiers de randonnée. Au printemps, assistez à la fête des cerisiers en fleurs.